# L'Arrière pays
Pour plus de détails, voir Fiche technique et Distribution.
L'Arrière pays est un film français réalisé par Jacques Nolot, sorti en 1998. Le film fut nommé au César du meilleur premier film.

## Fiche technique
- Titre : L'Arrière pays
- Réalisation : Jacques Nolot
- Scénario : Jacques Nolot
- Photographie : Agnès Godard
- Montage : Martine Giordano
- Pays d'origine :  France
- Langue : français
- Genre : drame
- Date de sortie : 1998

## Distribution
- Mathilde Moné : Line, la mère
- Henri Gardey : Yvan, le père
- Jacques Nolot : Jacqui
- Raphaëline Goupilleau : Annie